# Domenico Venchiarutti

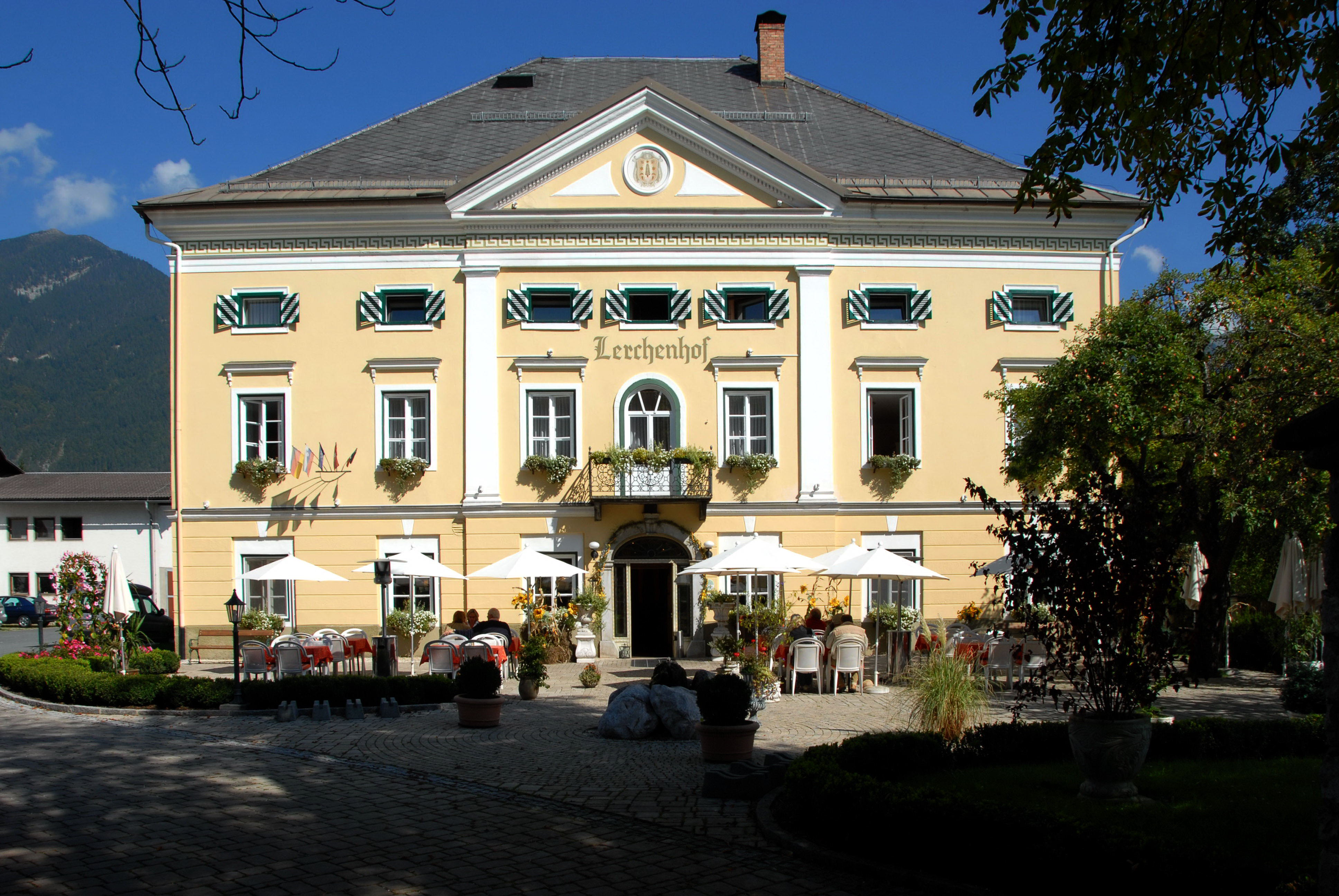
Schloss Lerchenhof (1848–51) in Untermöschach bei Hermagor

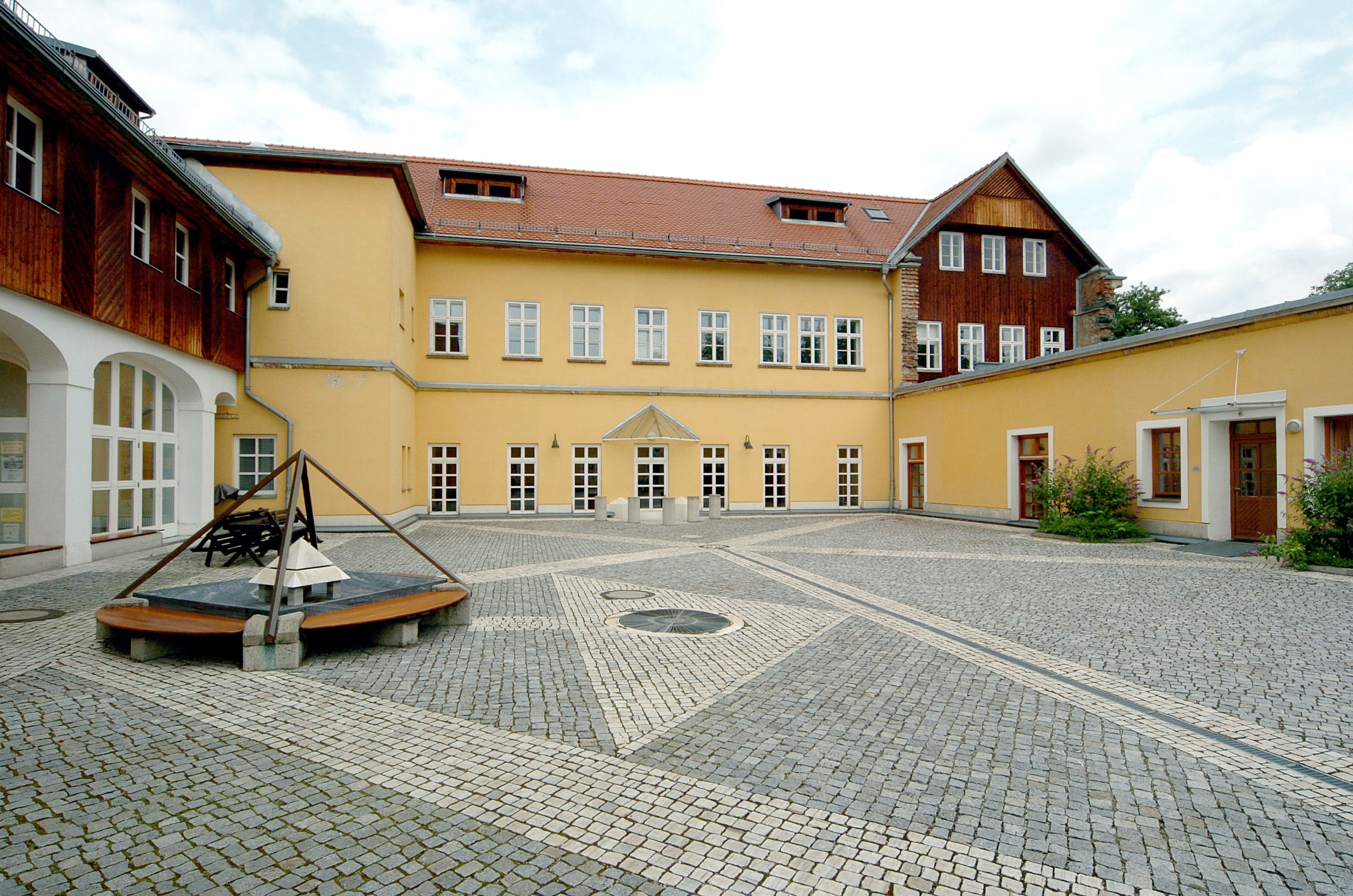
Festung (1850), Richard-Wagner-Straße 20, Klagenfurt

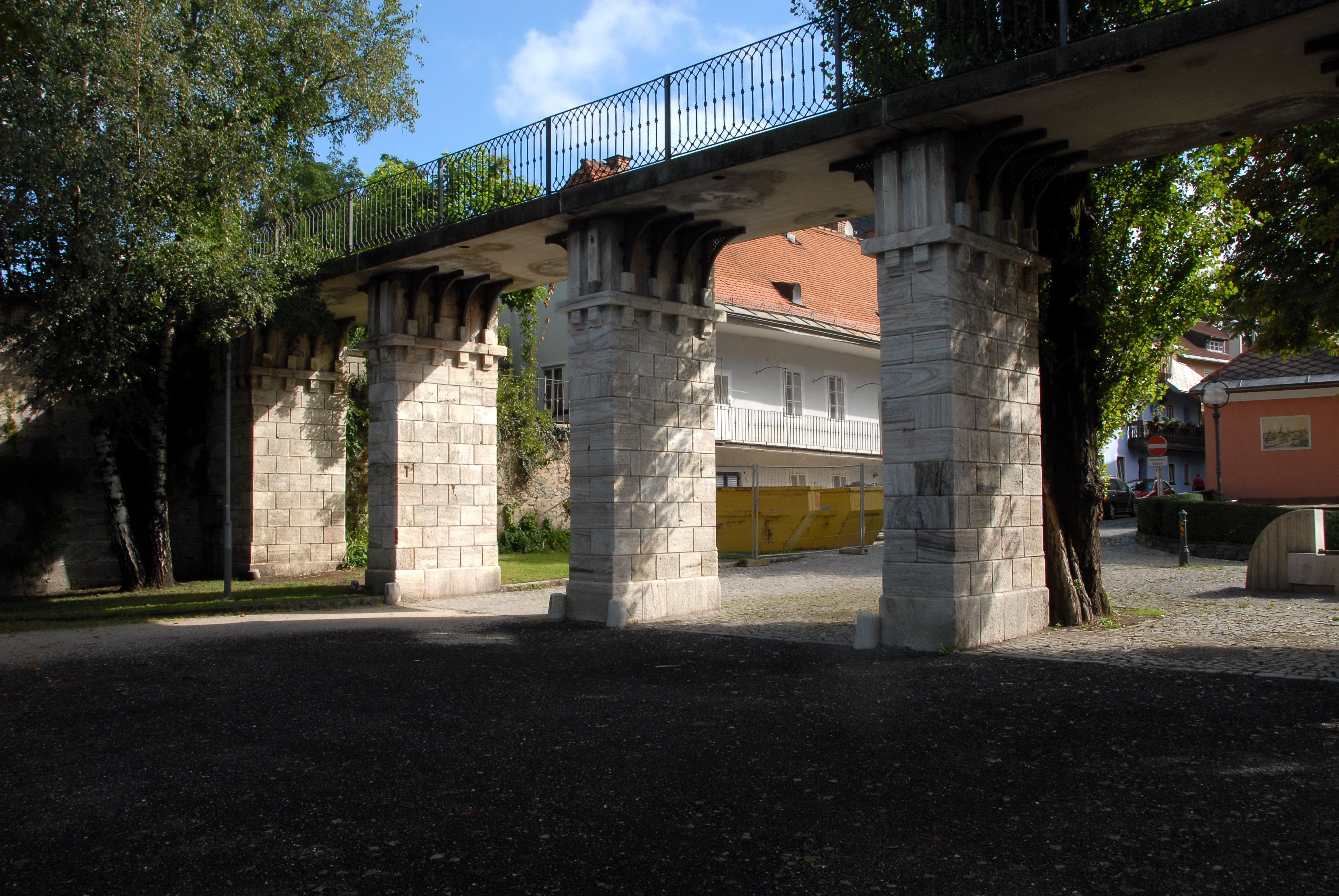
Elisabeth-Brücke (1855–56) im Lendhafen, Klagenfurt

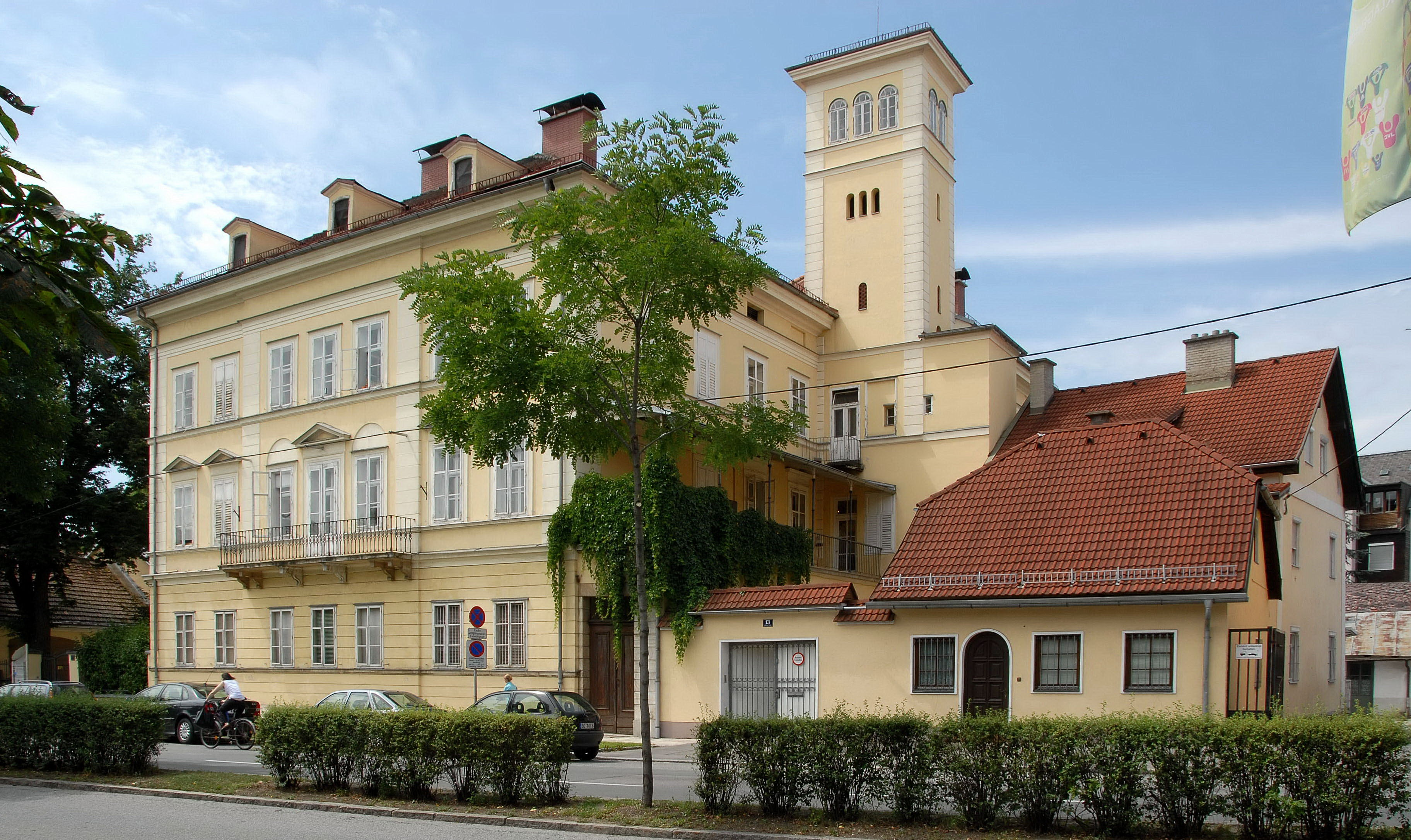
Villa am Klagenfurter Villacher Ring Nr. 11

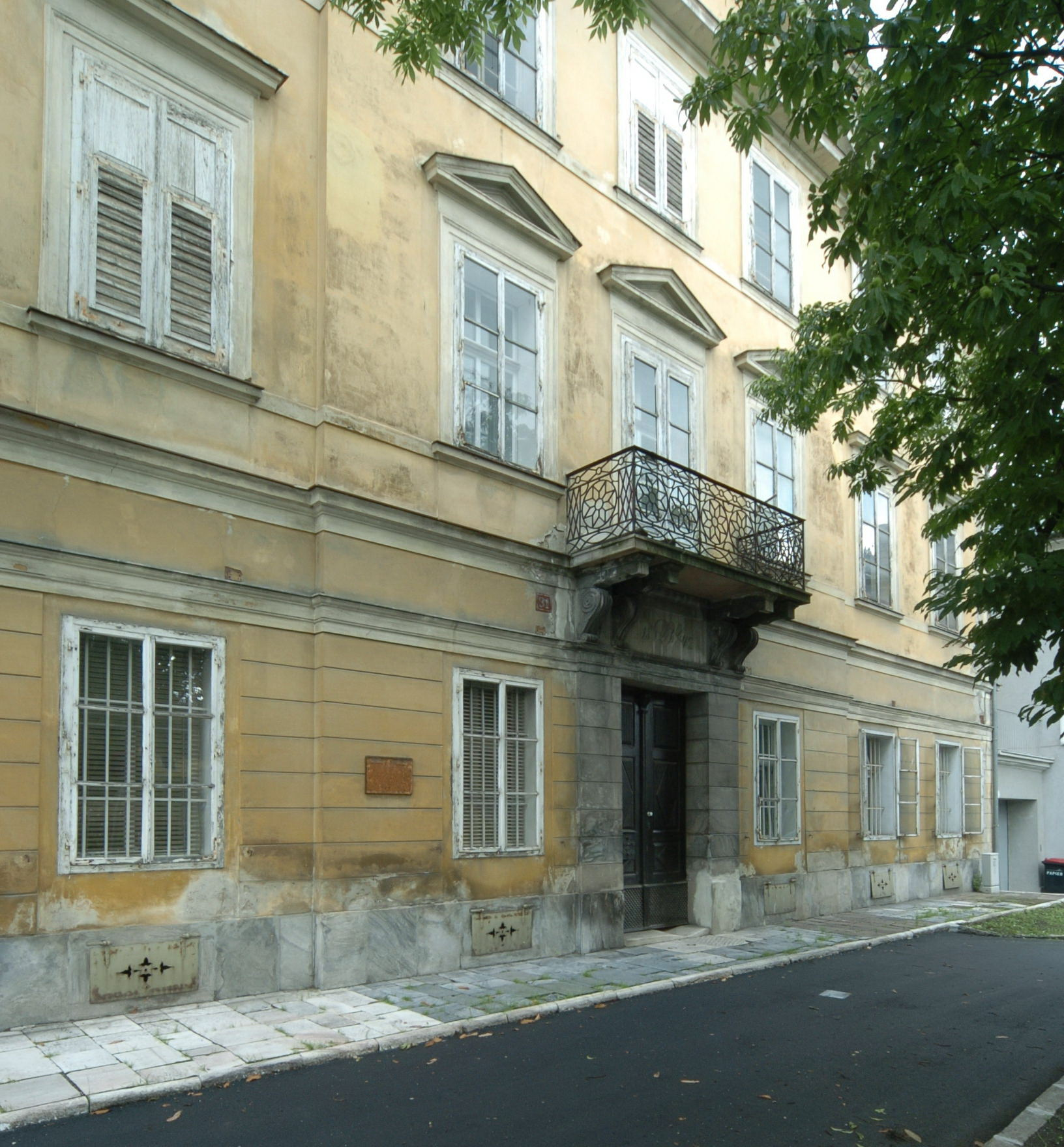
Wohnhaus Venchiaruttis am Villacher Ring Nr. 31

Domenico Venchiarutti (* 2. September 1790 in Osoppo, Friaul; † 9. Februar 1859 in Klagenfurt) war ein italienischer Baumeister.

## Leben
Er schuf in Klagenfurt und im sonstigen Kärnten zahlreiche Bauwerke. Bis zum Jahre 1846 wohnte er im Haus auf der Kardinalschütt Nummer 3 in Klagenfurt. Es war auch die damalige Wohnstätte der aus Friaul-Julisch Venetien stammenden Baumeister Christoforo Cragnolino, Alois Cargnelutti und Luigi Cargnelutti.
Der Klagenfurter Baumeister Christoforo Cragnolini pflegte mit Vorliebe friulanische Maurer zu beschäftigen. Spätestens ab 1823 arbeitete Giovanni Domenico Venchiarutti bei ihm. Er nannte sich meistens Domenico, war der Sohn eines Maurermeisters und hatte um 1790 in Osoppo das Licht der Welt erblickt. Er war noch Junggeselle, als er nach Klagenfurt kam. Cragnolini nahm ihn in sein Haus am Kardinalplatz Nr. 3 auf. Dort blieb er auch nach seiner Eheschließung mit der Klagenfurter Gerberstochter Maria Josepha John wohnen. Es gelang Venchiarutti sehr rasch, in der damals etwa 10.000 Seelen zählenden Stadt Fuß zu fassen. Bereits 1828 erfolgte seine Aufnahme als Maurermeister ins Klagenfurter Bürgerverzeichnis, und 1840 hieß es in einer amtlichen Feststellung von ihm, dass er es in der Stadt bereits zu „bedeutenden Besitzungen“ gebracht habe. Seinen Hausbesitz hatte er in der Villacher Vorstadt am ehemaligen Stadtgraben. Es handelte sich um ein einigermaßen stattliches dreigeschoßiges Gebäude. Das Haus Villacher Ring Nr. 11 mit Spätempirefassade und klassizistischem Turm war um 1830 errichtet worden und befand sich später im Besitz der Familien von Vest und Dr. Josef Pflanzl, das etwas erhöht stehende Haus Villacher Ring Nr. 31 entstand im Jahre 1842. In der nahe gelegenen Linsengasse hatte der Unternehmer einen eigenen Steinmetzbetrieb. Zu den markantesten Bau-Schöpfungen von Venchiarutti gehörte das schräg gegenüber vom Objekt Villacher Ring Nr. 31 am Villacher Damm gelegene Gebäude mit klassizistischen Eckarmierungen, kannelierten Pilastern und den Fenstern mit schkeren Dreiecksgiebeln im ersten Stockwerk (heute Dorotheum). Am Theaterplatz errichtete der Baumeister das Feuerbachfluder, und 1851 baute er die Elisabethbrücke über den Lendkanal. Sein Können stellte er weiters am Schloss Mageregg unter Beweis. Er vollendete nach dem Tod des Völkermarkter Baumeisters Rudolfi, der für den Tuchfabrikanten Thomas Ritter von Moro den Adelssitz um- und ausbaute, die Arbeiten. In zweiter Ehe war Venchiarutti mit Maria Mandl verheiratet. Der Baumeister schloss seine Augen mit 69 Jahren am 5. Februar 1859 in seinem Haus Villacher Ring Nr. 31. Die Witwe, die 80-jährig 1888 starb, führte den Betrieb weiter. Der Steinmetzbetrieb wurde an den Kaufmann Ohrfandl verkauft.

## Werke (Auswahl)
- Hatheyerhaus, Geschäftshaus am Heuplatz 8 in Klagenfurt.
- Elisabeth Brücke, Steg über den Lendhafen am Ende des Lendkanals in Klagenfurt, erbaut 1855–56. Die Fußgängerbrücke in der Nähe der Evangelischen Kirche wurde am 4. September 1856 in Anwesenheit des Kaiserpaares (Franz Joseph I. (Österreich-Ungarn) und Elisabeth in Bayern) der Benützung übergeben.
- Fluderbrunnen, Stand bis 1971 vor dem Stadthaus in Klagenfurt, seit 1985 im Schillerpark. Die wasserspeiende Brunnenmaske stammt von Josef Valentin Kassin
- Festung in der Klagenfurter Richard-Wagner-Straße Nr. 20. Das Gebäude wurde im Jahre 1848 von Hauptmann Scheidlin geplant und 1850 in reduzierter Form von Venchiarutti gebaut. Beherbergt wird darin eine Volksschule.
- Realschule Klagenfurt: 1857–60 erfolgte der Neubau, einhundert Jahre später zur Gänze wieder abgerissen, heute steht in der Bahnhofstraße 37/Ecke Mießtaler Straße das mehrstöckige sogenannte „Forum“-Gebäude.
- Schloss Mageregg, das 1590 erbaute Schloss im Norden von Klagenfurt wurde ab 1841 von ihm umgestaltet und weitgehend in seine heutige Form gebracht.
- Villa am Villacher Ring Nr. 11 in Klagenfurt.

## Galerie

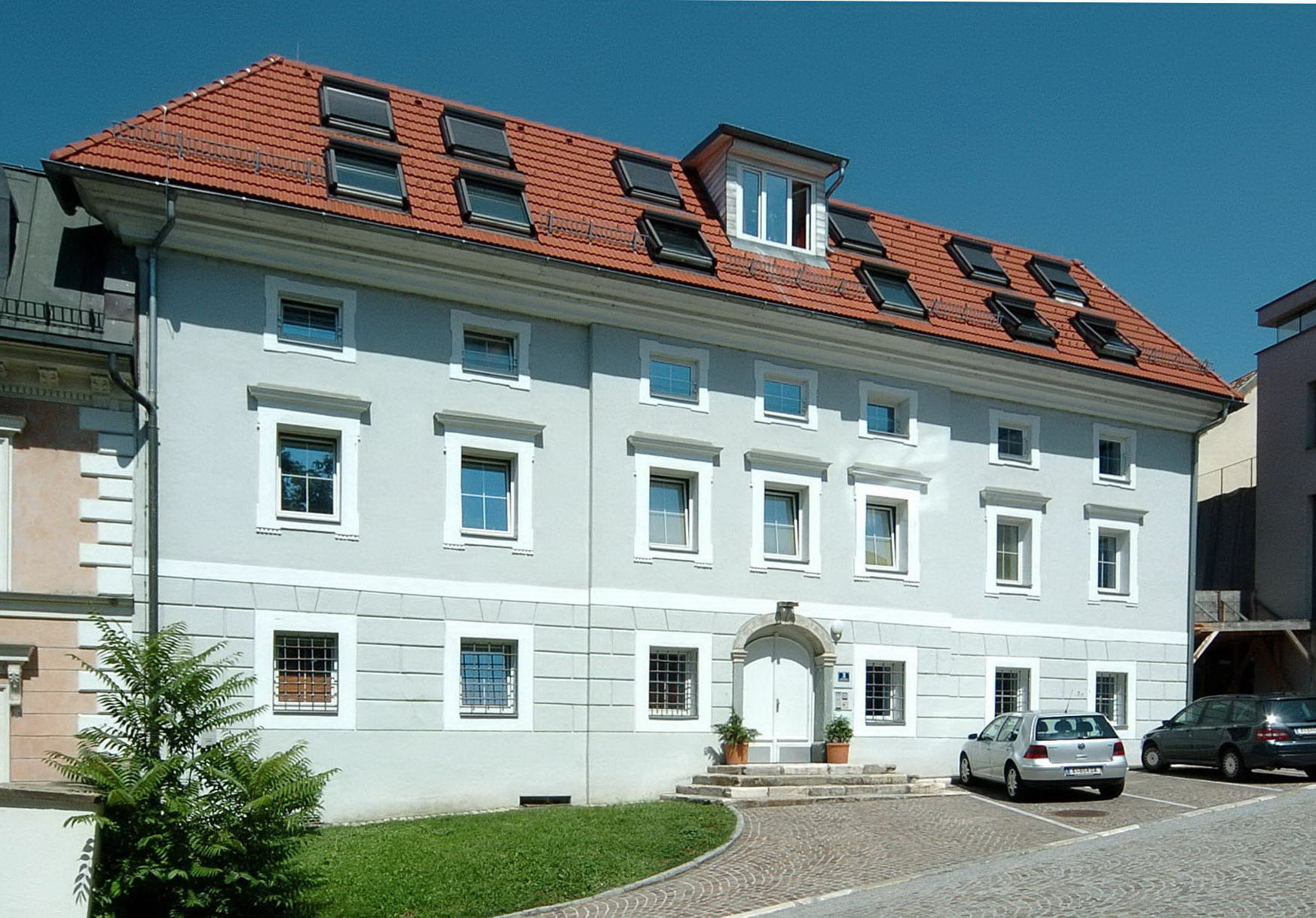
Venchiaruttis Klagenfurter Wohnadresse bis 1846 auf der Kardinalschütt Nr. 3
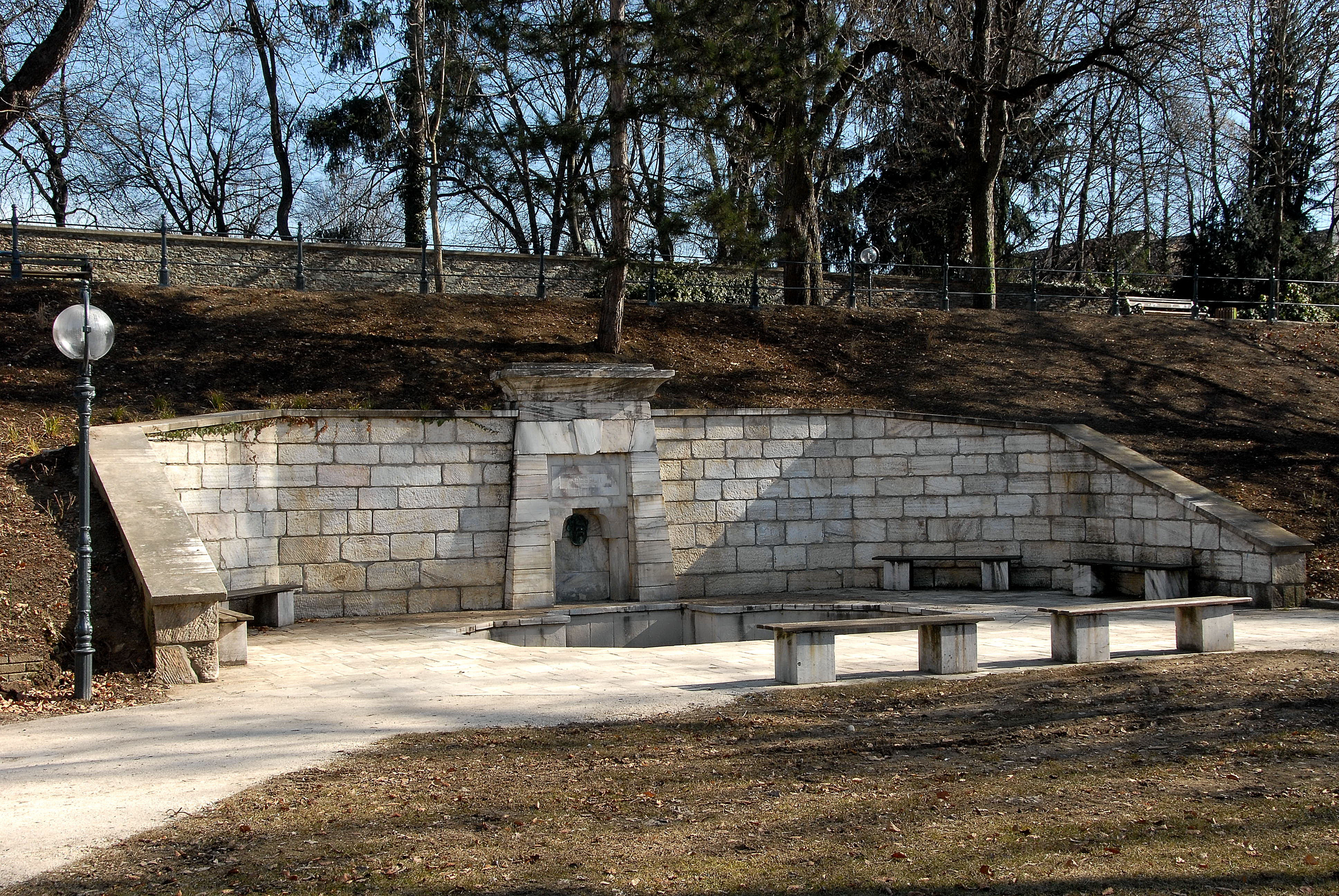
Fluderbrunnen (1859) im Schillerpark, Klagenfurt
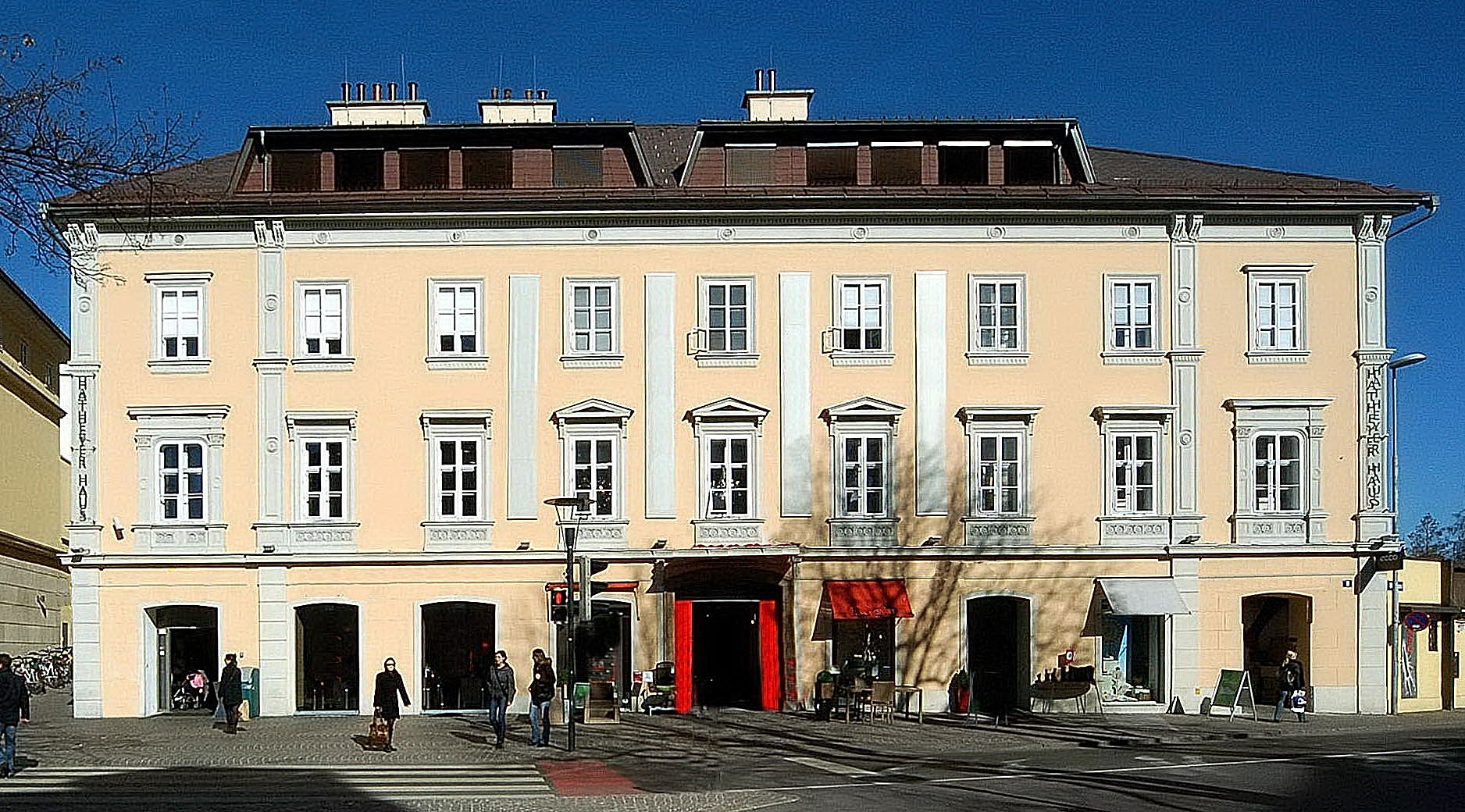
Hatheyerhaus am Heuplatz, Klagenfurt